# Чухув-Пенькі
Чухув-Пенькі (пол. Czuchów-Pieńki) — село в Польщі, у гміні Плятерув Лосицького повіту Мазовецького воєводства. Населення — 162 особи (2011).
У 1975-1998 роках село належало до Білопідляського воєводства.

## Демографія
Демографічна структура станом на 31 березня 2011 року:
|          | Загалом | Допрацездатний вік | Працездатний вік | Постпрацездатний вік |
| -------- | ------- | ------------------ | ---------------- | -------------------- |
| Чоловіки | 80      | 13                 | 52               | 15                   |
| Жінки    | 82      | 20                 | 39               | 23                   |
| Разом    | 162     | 33                 | 91               | 38                   |